# Ornithomya cecropis
Espèce
Ornithomya cecropis  est une espèce de mouches parasites de la famille des Hippoboscidae. Elle a été isolée pour la première fois sur l'Hirondelle des Mascareignes (Phedina borbonica) à Madagascar.

## Publication originale
(en) A. M. Hutson, « New species of the Ornithomya biloba-group and records of other Hippoboscidae (Diptera) from Africa », Journal of Entomology Series B, Taxonomy, vol. 40, no 2,‎ 1971, p. 139–148 (DOI 10.1111/j.1365-3113.1971.tb00116.x)